# Jan Magnussen
Jan Ellegaard Magnussen (Roskilde, Dinamarca; 4 de julio de 1973) es un piloto de automovilismo danés. Ganó el Campeonato Mundial de Karting en 1987, las 24 Horas de Daytona de 2015, las 12 Horas de Sebring de 2006, 2008 y 2009, y Petit Le Mans en 2004, 2005, 2008 y 2010. Fue campeón del campeonato de la clase GT1 de la American Le Mans Series 2008 y de GT en 2013, y subcampeón de GT1 en 2007 y de GT2 en 2011. También consiguió el tercer puesto en las 24 Horas de Daytona de 2007 y un cuarto puesto en las 24 Horas de Le Mans, en ambos casos con sport prototipos.
Magnussen inició su carrera profesional en monoplazas, puntuando en una carrera de Fórmula 1 en 24 carreras largadas, y dos de la serie CART en 11 participaciones. También triunfó en turismos, al obtener victorias en el Deutsche Tourenwagen Meisterschaft, y resultar campeón de Dinamarca tres veces en 2003, 2008 y 2012, y subcampeón en 2005, 2006 y 2009.
Él además, es padre del piloto de F1, Kevin Magnussen.

## Carrera

### Inicios
Magnussen compitió en karting a nivel internacional hasta 1991. En 1992 corrió la Fórmula Ford Británica, donde resultó tercero con seis victorias en 17 carreras; también venció el Festival de Fórmula Ford. En 1993 disputó la Fórmula Opel Lotus Euroseries, donde sumó tres victorias y siete podios para finalizar cuarto.
El danés ascendió a la Fórmula 3 Británica en 1994, donde consiguió 14 victorias en 18 carreras con el equipo de Paul Stewart para coronarse campeón. También resultó tercero en el Gran Premio de Macao de Fórmula 3.

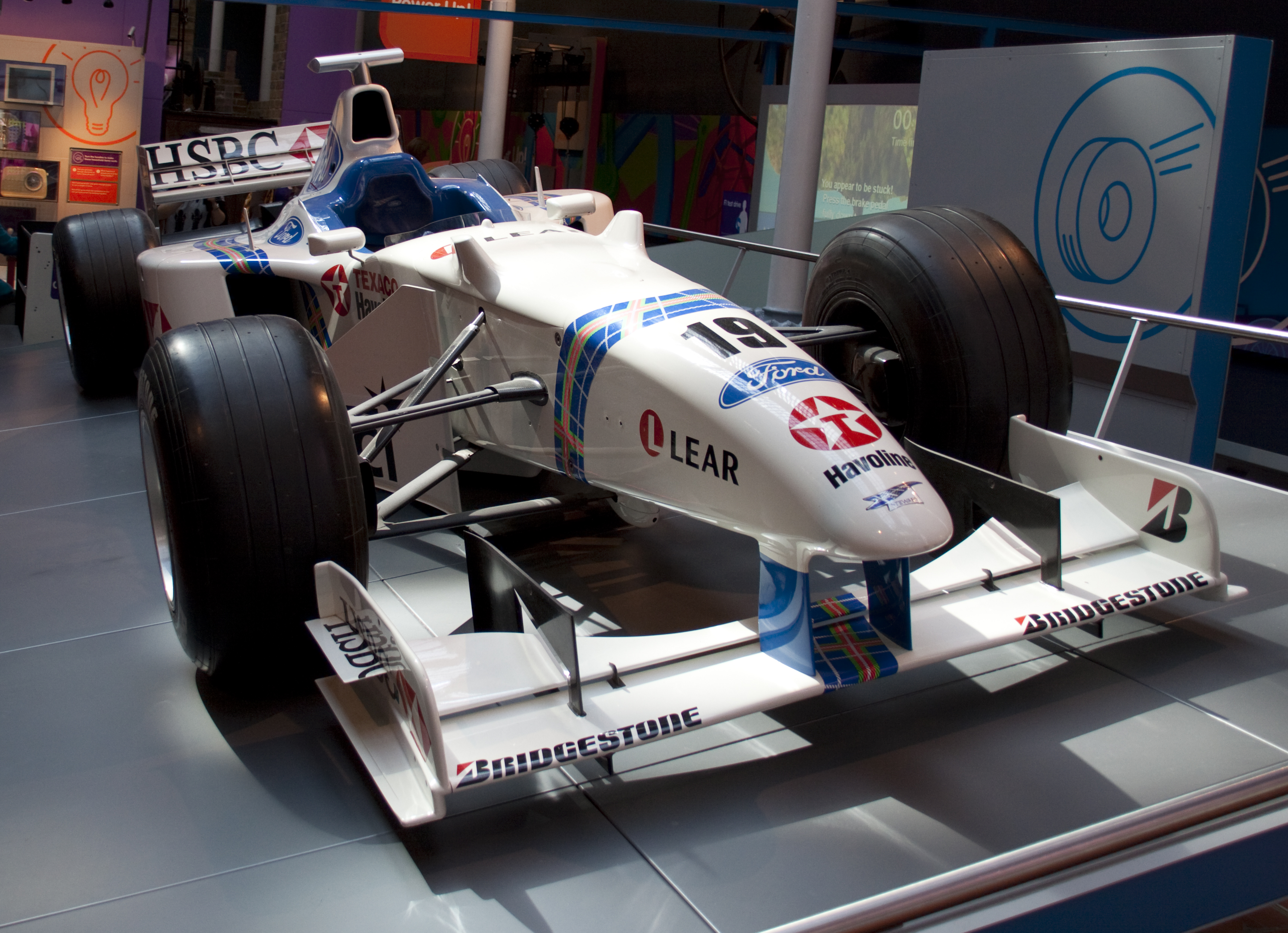
Stewart SF02 número 19, que usó Magnussen en su último año en F1.

### Fórmula 1 y CART
Magnussen disputó un total de 25 Grandes Premios de Fórmula 1, entre las temporadas 1995, 1997 y 1998, con las escuderías británicas McLaren y Stewart, logrando un punto al lograr el 6º puesto en el Gran Premio de Canadá de 1998, que curiosamente fue su último Gran Premio de Fórmula 1, ya que fue reemplazado por Jos Verstappen.
Magnussen también participó en el campeonato estadounidense de monoplazas CART, al disputar cuatro fechas en 1996 para Penske y siete en 1999 para Patrick. Sus únicos resultados puntuables fueron un séptimo puesto en Vancouver 1999 y octavo en Laguna Seca 1996.

### DTM
En 1995, Magnussen corrió en DTM/ITCC para Mercedes-AMG. Al volante de un Mercedes-Benz Clase C, obtuvo una victoria y seis podios, de modo que terminó octavo en el campeonato alemán y subcampeón en el internacional. En 1996, acumuló una victoria y cinco podios para Mercedes, resultando décimo en el campeonato.

### Resistencia

#### Panoz y Prodrive
El danés inició su carrera en automóviles deportivos en 1999. Ese año debutó en la recién creada American Le Mans Series, pilotando un Panoz GTR-1 oficial junto a Johnny O'Connell. Logró una victoria y cuatro podios en ocho fechas, para finalizar sexto en el campeonato de pilotos de la clase LMP; también resultó 11º en su debut en las 24 Horas de Le Mans con Panoz. Su compañero de equipo pasó a ser David Brabham para la ALMS 2000. Con su Panoz LMP-1 Roadster-S, consiguió seis podios en doce carreras, destacándose una victoria en los 1000 km de Nürburgring. Así, concluyó en la octava posición final en la clase LMP. Por otra parte, llegó retrasado en las 24 Horas de Le Mans, teniendo como tercer piloto al veterano Mario Andretti.
En 2001, Magnussen volvió a disputar la ALMS junto a Brabham con un Panoz LMP-1 Roadster-S oficial. Consiguió dos victorias y cinco podios, que lo colocaron en el quinto lugar de la tabla de posiciones de la clase LMP900. Adoptando el Panoz LMP01 Evo para la temporada 2002 de la ALMS, sumó dos victorias pero solamente tres podios, por lo cual quedó relegado a la octava colocación en el campeonato de pilotos de LMP900. Magnussen abandonó en ambos años en las 24 Horas de Le Mans, también con Panoz.
Magnussen dejó los sport prototipos por los gran turismos en 2003, al ingresar al equipo Prodrive para competir en la American Le Mans Series con una Ferrari 550. Acompañado nuevamente de Brabham, sumó dos victorias y cinco podios. Sin embargo, debió ausentarse en dos fechas y resultó sexto en el campeonato de pilotos de GTS, en tanto que el australiano resultó subcampeón. Por otra parte, resultó cuarto absoluto en las 24 Horas de Le Mans, corriendo con un Audi R8 LMP oficial de Goh junto a Marco Werner y Seiji Ara.

#### Chevrolet
Para la temporada 2004, Prodrive se retiró de la American Le Mans Series, y el danés quedó sin butaca. Ese año corrió las carreras de resistencia del certamen con un Chevrolet Corvette oficial, actuando como tercer piloto de la dupla de Oliver Gavin y Olivier Beretta. Abandonó en las 12 Horas de Sebring, en tanto que obtuvo la victoria en la clase GTS en Petit Le Mans. Asimismo, corrió cinco fechas de la Grand-Am Rolex Sports Car Series con un Doran-Lexus, obteniendo una victoria y un segundo puesto.
En 2005, resultó tercero en las 12 Horas de Sebring y venció en Petit Le Mans, acompañando a Gavin y Beretta en un Chevrolet Corvette oficial de la renombrada clase GT1. Además, abandonó en el noveno lugar absoluto en las 24 Horas de Daytona de la serie Grand-Am con un Doran-Pontiac, y consiguió tres victorias de la clase GT en seis carreras del campeonato con un Pontiac GTO de The Racers Group.
En 2006, ganó las 12 Horas de Sebring y terminó cuarto en Petit Le Mans, siempre junto a Gavin y Beretta en un Chevrolet Corvette oficial de la clase GT1. En las 24 Horas de Daytona, llegó retrasado en el 13⁰ lugar de la clase GT con un Pontiac GTO de The Racers Group. Luego disputó siete fechas de la serie Grand-Am con un Riley-Pontiac de SunTrust, obteniendo una victgoria, un segundo puesto y dos cuartos lugares.
Magnussen sustituyó a Ron Fellows como compañero de equipo de Johnny O'Connell en Corvette para la ALMS 2007. Careciendo de rivales en la clase GT1 en la mayor parte de las carreras, el danés venció a la dupla de Gavin y Beretta en tres carreras y resultó subcampeón. Además, corrió ocho fechas de la serie Grand-Am para SunTrust, obteniendo dos triunfos y cinco podios, uno de ellos en las 24 Horas de Daytona. En 2008, Magnussen ganó junto a O'Connell ocho de las 11 carreras, entre ellas las 12 Horas de Sebring y Petit Le Mans, por lo cual obtuvo el campeonato de GT1 ante sus compañeros de equipo. También disputó las 24 Horas de Daytona y otras dos fechas de la serie Grand-Am con un Pontiac G6 de la clase GT con Banner.
El danés, acompañado de O'Connell y Antonio García, superó a sus compañeros de equipo para ganar las 12 Horas de Sebring de 2009. Luego abandonó en Long Beach, también con un Chevrolet Corvette GT1. Luego se ausentó durante varias fechas de la ALMS, ya que el equipo estuvo desarrollando dos Corvette de la clase GT2, donde competían las marcas Porsche, Ferrari, BMW, Panoz, Ford y Dodge. En las cinco fechas que disputó con el automóvil nuevo, consiguió una victoria y cuatro podios, que le bastaron para alcanzar la décima posición en el campeonato de pilotos de GT y la sexta en el campeonato de equipos. Por otra parte, resultó cuarto en la clase GT de las 24 Horas de Daytona, corriendo con un Pontiac G6 de Banner.
Para la temporada 2010 de la American Le Mans Series, Magnussen acumuló un primer puesto en Petit Le Mans, un segundo, un tercero y dos cuartos, luego de adoptar como compañero de butaca a Gavin para las dos fechas finales. El danés terminó octavo en el campeonato de pilotos de GT, en tanto que Corvette quedó cuarto. También corrió seis fechas de la serie Grand-Am con un Chevrolet Camaro de Stevenson, obteniendo un segundo puesto y dos cuartos en la clase GT, destacándose uno de ellos en las 24 Horas de Daytona.

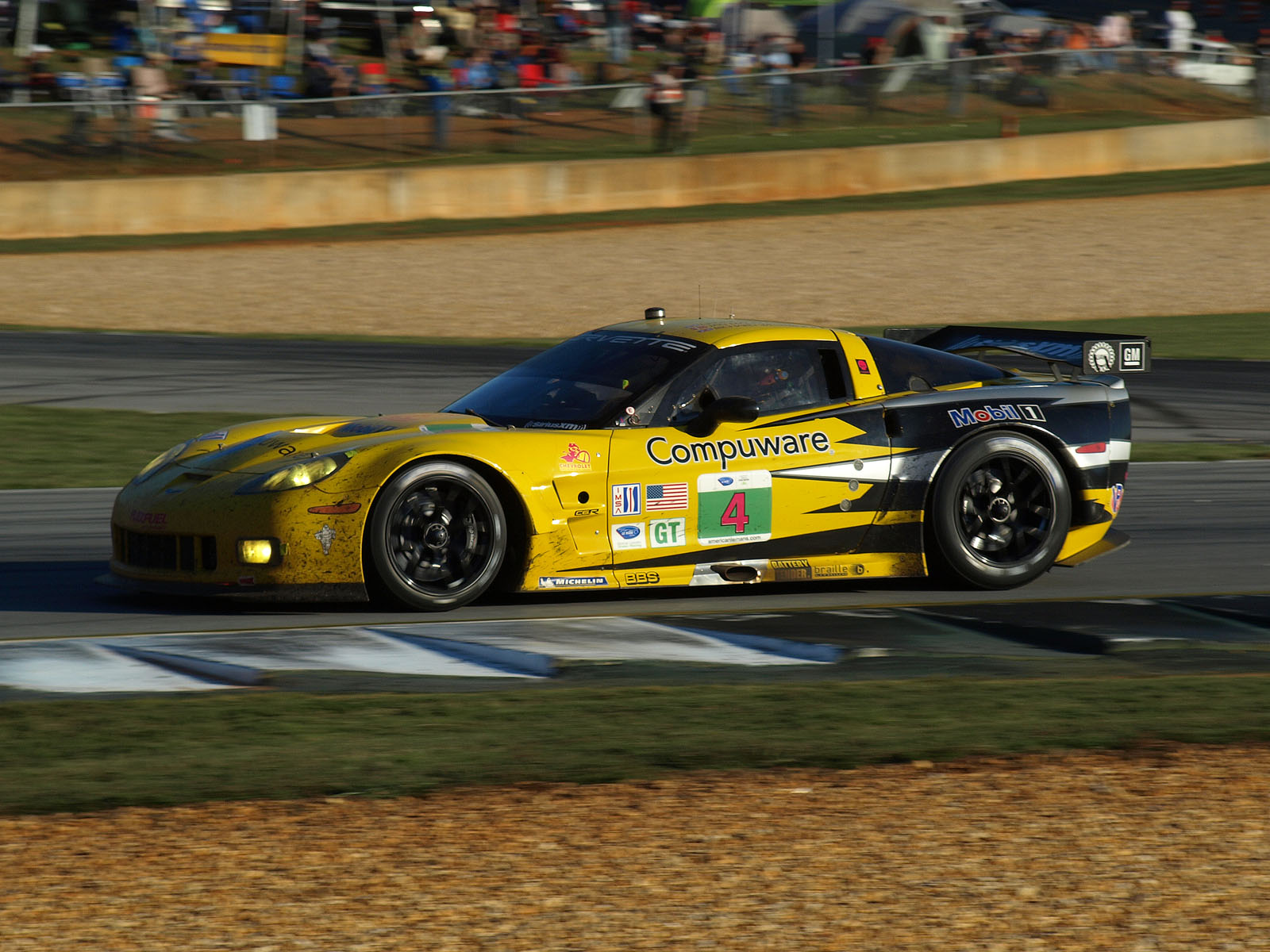
Jan en la Petit Le Mans 2011.

En 2011, Magnussen siguió pilotando junto a Gavin en la American Le Mans Series para el equipo oficial Corvette. Cosechó una victoria, dos segundos puestos, un tercero, dos cuartos y dos quintos. Así, consiguió el subcampeonato de pilotos y equipos de GT ante la dupla de Dirk Müller y Joey Hand de BMW. Además, corrió en ocho fechas de la serie Grand-Am para Stevenson, obteniendo una victoria en la clase GT y un cuarto lugar.
El danés pasó a correr acompañado de García para la ALMS 2012. Comenzó el año obteniendo cuatro segundo puestos (uno de ellos en las 12 Horas de Sebring) y un cuarto en las primeras fechas, pero a continuación tuvo una seguidilla de malos resultados. Otro segundo puesto en Petit Le Mans le permitió rescatar la quinta posición en la tabla de pilotos de GT, y pudo festejar el título de equipos junto a sus compañeros y campeones de pilotos, Gavin y Tommy Milner.
En 2013, Magnussen obtuvo tres victorias y seis podios en nueve carreras con Corvette. Como consecuencia, logró los títulos de pilotos junto a García y de equipos junto a Gavin y Milner. Además, disputó dos carreras de la serie Grand-Am con un Chevrolet Camaro de Stevenson, obteniendo un sexto puesto en la fecha final en Lime Rock Park.
Ante la creación del United SportsCar Championship en 2014, Magnussen continuó pilotando un Chevrolet Corvette oficial junto a García. Acumuló cuatro victorias, porque el español fue subcampeón de pilotos de la clase GTLM y Corvette fue subcampeón de equipos, no así el danés, que fue penalizado en una carrera.

En el United SportsCar Championship 2015, Magnussen triunfó en las 24 Horas de Daytona y las 12 Horas de Sebring. Con cuatro podios, resultó cuarto en el campeonato de pilotos de GTLM. En 2016 ganó en Virginia y obtuvo dos segundos puestos y dos terceros. De forma que terminó quinto en la IMSA SportsCar Championship.

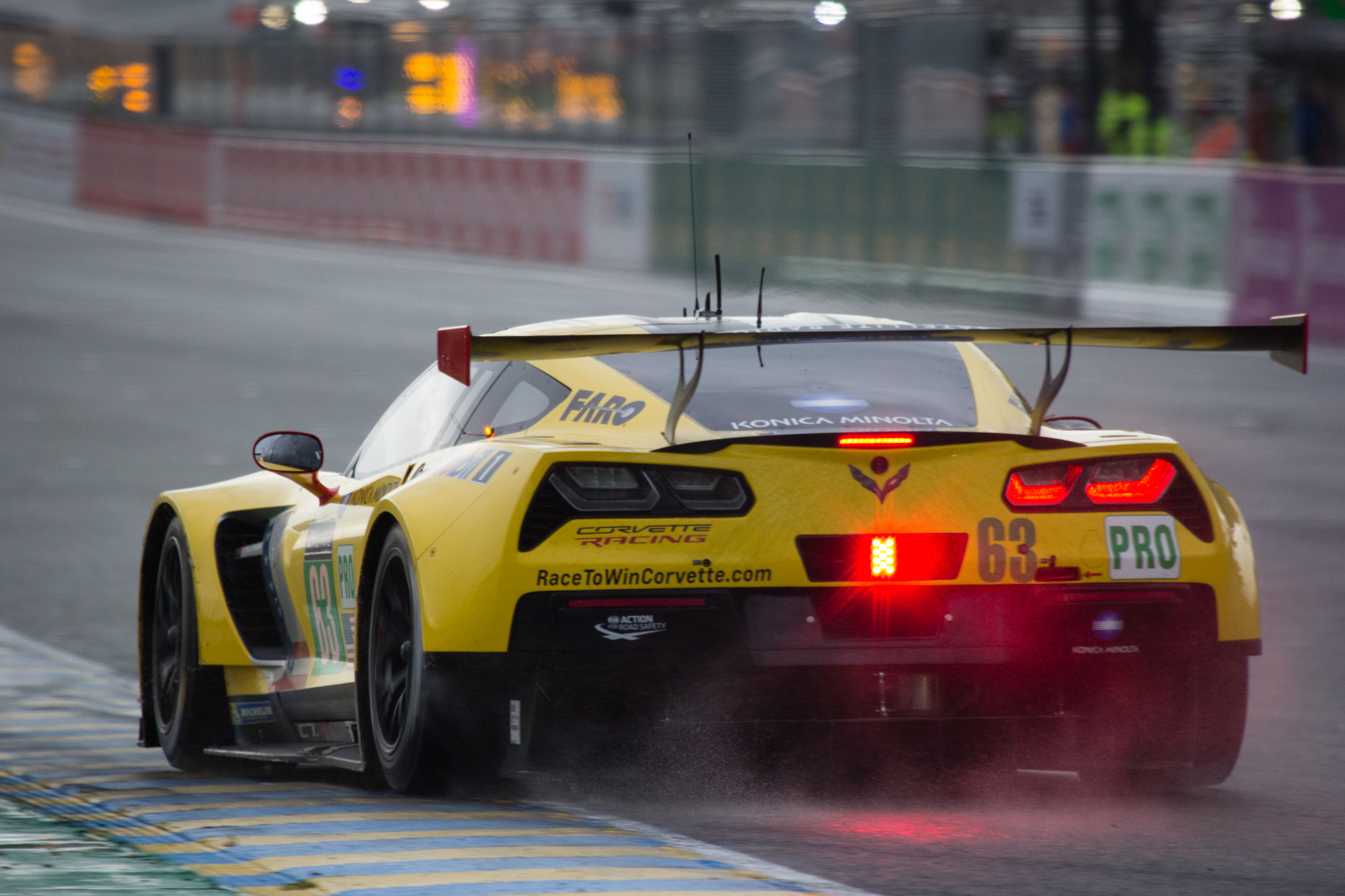
Corvette de Jas de las 24 Horas de Le Mans 2016.

Simultáneamente, Magnussen ha disputado las 24 Horas de Le Mans a partir de 2004 con un Chevrolet Corvette oficial. En la clase GT1, obtuvo la victoria en 2004, 2005 y 2006 junto a Gavin y Beretta, terminó segundo junto a O'Connell y Fellows en 2007 y 2008, y venció por cuarta vez en la despedida del Corvette GT1 en 2009, acompañado de O'Connell y García.
El danés continuó corriendo en las 24 Horas de Le Mans a partir de 2010 con el Chevrolet Corvette GT2. En 2010 y 2011 abandonó, en tanto que finalizó quinto en 2012 y cuarto en 2013.

### Turismos
En paralelo a su actividad como piloto de automóviles deportivos, Magnussen ha participado en campeonatos de automovilismo de velocidad en Europa. En 2001 debutó en el Campeonato Danés de Turismos, terminando quinto con un Peugeot 306 al obtener tres victorias y cinco podios en diez carreras. En 2002, ganó siete carreras de 12 disputadas con un Peugeot 307, para finalizar quinto.
Continuando con un Peugeot 307, Magnussen fue campeón danés 2003 al cosechar seis triunfos y 14 podios en 18 carreras. El piloto no ganó ninguna carrera en 2004 y quedó 11º. En 2005, pasó a correr con un Toyota Corolla. Obtuvo cinco victorias y nueve podios en 17 carreras, resultando subcampeón.
En 2003, Magnussen fue invitado a diputar los 1000 km de Bathurst del V8 Supercars con un Holden Commodore de Dynamic. Junto a Nicolas Minassian, finalizó 11º a tres vueltas del ganador. En 2006, disputó el Gran Premio de Macao del Campeonato Mundial de Turismos con un BMW Serie 3 de RBM, con el que ganó siete carreras y subió al podio en 12 de 18, para resultar subcampeón nuevamente. En 2007 obtuvo tres triunfos y diez podios en 20 carreras, terminando en la tercera posición general. En 2008 acumuló ocho victorias y 12 podios en 21 carreras, por lo que obtuvo su segundo campeonato danés. En 2009 consiguió cinco victorias y diez podios, resultando subcampeón.
Magnussen disputó simultáneamente el Campeonato Danés de Turismos y la Copa Escandinava de Turismos en 2010. Consiguió tres victorias y el quinto puesto final en el primero, y el séptimo lugar en el segundo.

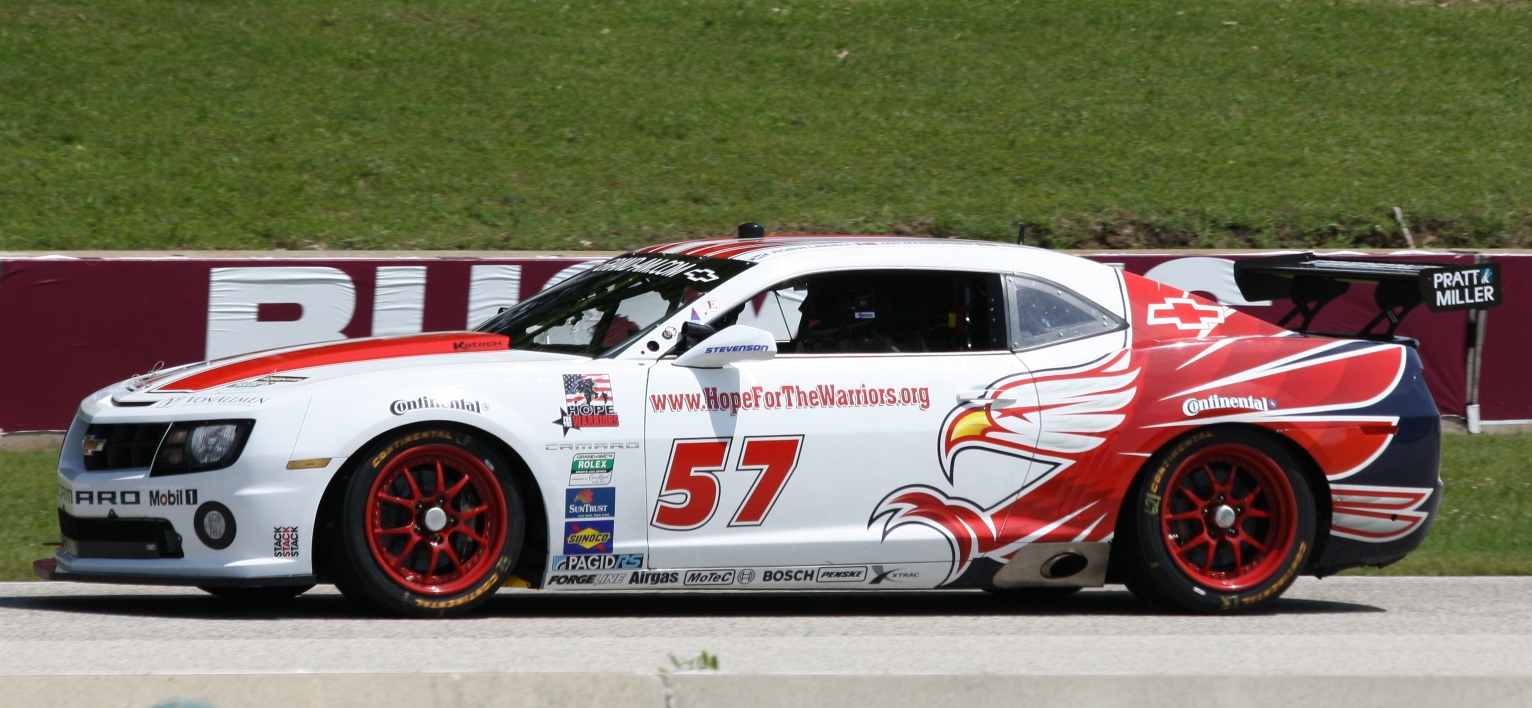
Jan compitiendo en Road America 2011.

Ante la desaparición del Campeonato Danés de Turismos, Magnussen corrió en 2010 en la Copa Camaro Sueca, ganando dos carreras de ocho. El danés disputó la fecha de Sears Point de la Copa NASCAR 2010, resultando 12º con un Chevrolet de Phoenix. En 2011 volvió a competir en V8 Supercars, al disputar el Gran Premio de Surfers Paradise con un Holden Commodore como compañero de butaca del veterano Russell Ingall; resultó octavo y 22º en las dos mangas. En 2012 volvió a correr en el principal campeonato de Dinamarca, el nuevo Danish Thundersport Challenge. Con su Chevrolet Camaro, ganó cinco de diez carreras para coronarse campeón.

## Vida personal
En 1992 tuvo a su primer hijo, Kevin, quien ha competido en Fórmula 1 en McLaren, Renault y Haas.

## Resultados

### Fórmula 1
(Clave) (negrita indica pole position) (cursiva indica vuelta rápida)

| Año     | Escudería                  | 1       | 2       | 3       | 4       | 5      | 6       | 7       | 8       | 9       | 10      | 11      | 12     | 13      | 14      | 15      | 16      | 17    | Pos. | Puntos |
| ------- | -------------------------- | ------- | ------- | ------- | ------- | ------ | ------- | ------- | ------- | ------- | ------- | ------- | ------ | ------- | ------- | ------- | ------- | ----- | ---- | ------ |
| 1995    | Marlboro McLaren Mercedes  | BRA     | ARG     | SMR     | ESP     | MON    | CAN     | FRA     | GBR     | GER     | HUN     | BEL     | ITA    | POR     | EUR     | PAC 10  | JPN     | AUS   | NC   | 0      |
| 1997    | HSBC Malaysia Stewart Ford | AUS Ret | BRA DNS | ARG 10  | SMR Ret | MON 7  | ESP 13  | CAN Ret | FRA Ret | GBR Ret | GER Ret | HUN Ret | BEL 12 | ITA Ret | AUT Ret | LUX Ret | JPN Ret | EUR 9 | NC   | 0      |
| 1998    | HSBC Malaysia Stewart Ford | AUS Ret | BRA 10  | ARG Ret | SMR Ret | ESP 12 | MON Ret | CAN 6   | FRA     | GBR     | AUT     | GER     | HUN    | BEL     | ITA     | LUX     | JPN     |       | 17.º | 1      |
| Fuente: |                            |         |         |         |         |        |         |         |         |         |         |         |        |         |         |         |         |       |      |        |